# Kuncz László (vízilabdázó)
Kuncz László (Budapest, 1957. július 29. – 2020. december 6. vagy előtte) olimpiai bronz-, világ- és Európa-bajnoki ezüstérmes, 200-szoros magyar válogatott vízilabdázó, edző.

## Pályafutása
Édesapja a Volán fődiszpécsereként, édesanyja könyvkötőként dolgozott. 1967-ben kezdett el úszni a Honvédban, ahonnan 1972-ben tért át a vízilabdára. Nevelőedzői Hevesi István, Öveges László és Brandy Jenő voltak. 1975-ben első felnőtt bajnoki mérkőzésén öt gólt dobott a Ferencvárosnak, Gyarmati Dezső még ez évben be is hívta őt a a válogatottba. Még ebben az évben leérettségizett a józsefvárosi Zrínyi Ilona Gimnáziumban. 1979-ben az OSC-vel megnyerte a BEK-et és a Szuperkupát, 1984-ben ismét BEK-et, majd 1986-ban KEK-et nyert a Vasassal.

### Válogatott
A magyar válogatottban 1976 és 1985 között kétszáz alkalommal szerepelt. Tagja volt az 1980-as moszkvai olimpián bronzérmes csapatnak, valamint egy világbajnoki ezüstöt (1982), valamint egy-egy Európa-bajnoki ezüst- (1983), illetve bronzérmet is szerzett (1981).

## Magánélet
1981-ben diplomázott az Egészségügyi Főiskola közegészségügy-járványügy szakán. 2003-ban sportoktatói végzettséget szerzett, visszavonulás után sportruházati boltot nyitott. Dolgozott a Vasasnál és a BVSC-nél is utánpótlásedzőként. Tamás fia magyar bajnok vízilabdázó, László fia pedig játékvezető lett.

## Sikerei

### Klubcsapatokban
- 3× magyar bajnok (1978, 1983, 1984)
- 3× magyarkupa-győztes (1983, 1984, 1992)
- 2× BEK-győztes (1979, 1984)
- KEK-győztes (1986)
- Szuperkupa-győztes (1979)

### Válogatottban
- Olimpiai bronzérmes (1980)
- Világbajnoki ezüstérmes (1982)
- Európa-bajnoki ezüstérmes (1983)

## Kitüntetései
- Magyar Népköztársasági Sportérdemérem bronz fokozata (1980)[2]